# Závod, Tolna
Závod  este un sat în districtul Bonyhád, județul Tolna, Ungaria, având o populație de 293 de locuitori (2011). 

## Demografie
Componența etnică a satului Závod
     Maghiari (81,41%)
     Germani (16,99%)
     Necunoscut (1,6%)
     Alții (1,6%)
Componența confesională a satului Závod
     Romano-catolici (77,82%)
     Fără religie (3,07%)
     Reformați (2,73%)
     Necunoscută (16,38%)
Conform recensământului din 2011, satul Závod avea 293 de locuitori. Din punct de vedere etnic, majoritatea locuitorilor (81,41%) erau maghiari, cu o minoritate de germani (16,99%). Apartenența etnică nu este cunoscută în cazul a 1,6% din locuitori.  Din punct de vedere confesional, majoritatea locuitorilor (77,82%) erau romano-catolici, existând și minorități de persoane fără religie (3,07%) și reformați (2,73%). Pentru 16,38% din locuitori nu este cunoscută apartenența confesională.